# Camiguinkauz
Der Camiguinkauz (Ninox leventisi) ist eine wenig erforschte Eulenart aus der Gattung der Buschkäuze (Ninox). Er ist auf der philippinischen Insel Camiguin endemisch. Das Artepitheton ehrt Anastasio P. Leventis, den Vizepräsidenten von BirdLife International. 

## Entdeckungsgeschichte
Der Luzonkauz (Ninox philippensis) ist seit langem als sehr formenreich anerkannt. Doch erst nach einer sehr gründlichen, sorgfältigen Untersuchung der Gruppe und insbesondere ihrer Lautäußerungen durch Pamela C. Rasmussen und ihre Kollegen wurde 2012 die wahre Taxonomie offenbart, die sieben allopatrische Arten und eine Unterart umfasst. Obwohl Exemplare in Museen zum Teil schon seit vielen Jahren existieren, waren zwei Arten und eine Unterart für die Wissenschaft neu. Der Holotypus des Camiguinkauz wurde im Juni 1968 von dem philippinischen Ornithologen Dioscoro S. Rabor gesammelt.

## Merkmale
Der Camiguinkauz ist eine mittelgroße, rundköpfige Eule mit nur kurzen Federohren an den Ohrdecken. Er erreicht eine Körperlänge von ca. 25 cm. Scheitel und Nacken sind dunkelbraun und gelbbraun gebändert. Der Mantel ist lebhafter braun. Die Schulterfedern haben weiße Flecken auf den Außenfahnen und ergeben auf dem geschlossenen Flügelbug einen hellen Fleck. Der dunkelbraune Schwanz ist stumpf gelbbraun gebändert. Das Gesicht ist einfarbig braun. Die Kehle hat einen auffallend weißen oder gelbbraun-weißen Fleck. Die Unterseite ist braun oder gelbbraun mit einer intensiv dunkelbraunen Bänderung. Die Iris ist einzigartig grau oder sehr hell gelbgrün. Der Schnabel ist gelblich, die unbefiederten Teile der Tarsen und Zehen sind senfgelb.

## Lautäußerungen
Sein Ruf umfasst tiefe, typischerweise kurze Strophen, die nach kurzen Pausen wiederholt werden, mit vielen schnellen, unregelmäßigen, bellenden Tönen pro Strophe. Im Duett wiedergegebene Strophen unterscheiden sich stark von denen aller anderen bekannten Taxa, beginnend mit einigen sporadischen, weichen, tiefen, mittellangen, rauen Tönen, die dann in ein tiefes, heiseres Brummen übergehen, um dann rasch in ein schnelles, lachendes, sanftes Bellen umzuschlagen.

## Lebensraum und Lebensweise
Über die Lebensraumanforderungen, das Fortpflanzungs- und das Nahrungsverhalten des Camiguinkauzes ist nichts bekannt.

## Status
Die IUCN klassifiziert den Camiguinkauz als „stark gefährdet“ (endangered) und schätzt den Bestand auf 250 bis 1000 Altvögel. Camiguin ist eine kleine Insel mit einer Fläche von 238 km² und der fortschreitende Waldverlust gilt als Hauptgefährdung für die Art.